# Battaglia di Ostia (Raffaello)
La battaglia di Ostia è un affresco (circa 500x770 cm) di Raffaello Sanzio e aiuti, databile al 1514 e situato nella Stanza dell'Incendio di Borgo, una delle Stanze Vaticane.
L'opera ritrae la battaglia di Ostia, uno scontro navale combattuto nell'estate dell'849 sul Mar Tirreno tra una coalizione di Stati italiani e una flotta saracena.

## Storia
Raffaello iniziò a lavorare alla terza delle Stanze non molto dopo l'elezione di papa Leone X. Il pontefice, forse ispirandosi alla scena dell'Incontro di Leone Magno con Attila nella Stanza di Eliodoro, in cui aveva fatto inserire il proprio ritratto al posto di quello di Giulio II, scelse come tema della decorazione la celebrazione dei pontefici col suo stesso nome, Leone III e IV, nelle cui storie, tratte dal Liber Pontificalis, si potevano cogliere allusioni al pontefice attuale, alle sue iniziative e al suo ruolo.
La prima scena ad essere completata fu l'Incendio di Borgo, che diede poi il nome alla stanza. In essa gli interventi autografi del maestro sono ancora consistenti, mentre negli episodi successivi i nuovi impegni presi col pontefice (alla Basilica vaticana e agli arazzi per la Sistina in primis) resero necessario un intervento sempre più cospicuo degli aiuti, tra cui spiccavano Giulio Romano, Giovan Francesco Penni e Giovanni da Udine.
In particolare nella Battaglia di Ostia le figure a destra sono attribuite a Giulio Romano, le architetture e le navi a Giovanni da Udine, mentre il maestro intervenne forse nei ritratti del papa e dei cardinali. Estese ridipinture risalgono ai restauri seicenteschi di Carlo Maratta.
Il disegno della scena è invece attribuito esclusivamente a Raffaello, del quale restano diversi studi. Uno di questi, relativo ai due personaggi all'estrema sinistra e oggi all'Albertina, fu donato da Raffaello ad Albrecht Dürer in cambio di un acquerello del celebre artista tedesco; vi si vedono, come di consueto, i personaggi ritratti senza vesti, per studiarne l'anatomia, e un'annotazione del Dürer. Le due figure del disegno sono state preparate con una punta metallica, eseguite poi con sottili tratti di sanguigna. Durante la Repubblica Romana instaurata dai giacobini e successivamente nel periodo napoleonico, i francesi elaborarono alcuni piani per staccare gli affreschi e renderli portabili. In fatti, venne espressero il desiderio di rimuovere gli affreschi di Raffaello dalle pareti delle Stanze Vaticane e inviarli in Francia, tra gli oggetti spediti al Musee Napoleon delle spoliazioni napoleoniche, ma questi non vennero mai realizzati a causa delle difficoltà tecniche e i tentativi falliti e disastrosi dei francesi presso la Chiesa di San Luigi dei Francesi a Roma.

## Descrizione e stile

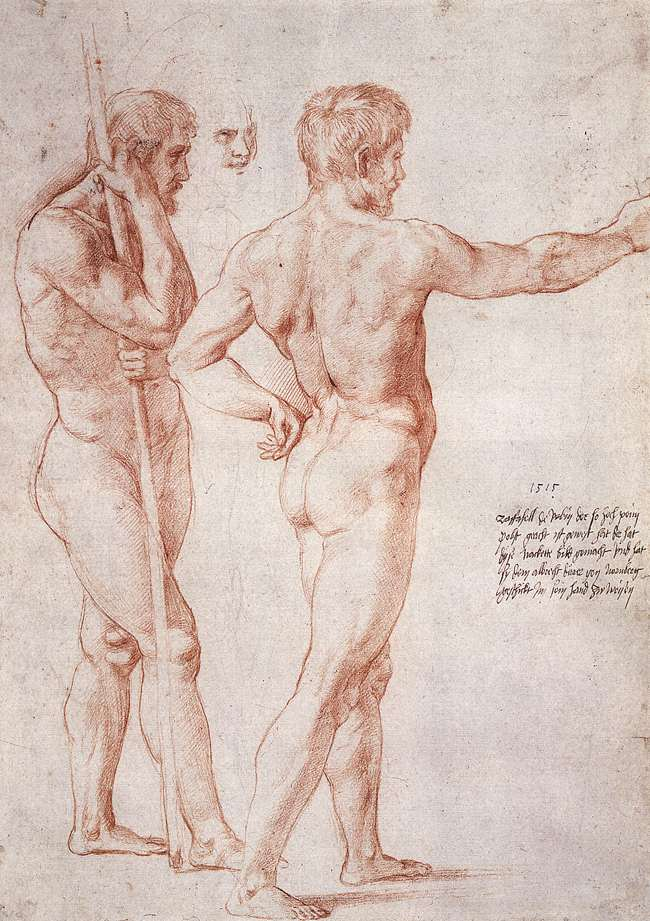
Disegno preparatorio di Raffaello, donato poi a Dürer.

L'affresco fa riferimento alla battaglia che si svolse a Ostia nell'849, quando le galee dei ducati di Napoli, Amalfi, Gaeta, e Sorrento, al comando del Console Cesario, figlio di Sergio I duca di Napoli, venute in soccorso di papa Leone IV, attaccarono vittoriosamente la flotta saracena che aveva in animo di risalire il Tevere per invadere, saccheggiare e devastare Roma. Nell'affresco il papa, a sinistra e nell'atto di rendere grazie, ha i tratti di Leone X, e allude a una crociata vanamente invocata da quest'ultimo contro i Turchi Ottomani.
Tra i vari personaggi che compongono il seguito del papa, si possono intravedere, alle sue spalle, due cardinali; quello a destra dovrebbe contenere il ritratto del cardinale Bibbiena e quello a sinistra del cardinale Giulio de' Medici, futuro Papa Clemente VII.
Al centro si scorgono la Rocca di Ostia e la battaglia che infuria tra le due flotte; a destra, in primo piano, si vedono alcuni prigionieri musulmani che vengono sbarcati e portati legati davanti al pontefice, dove si inginocchiano in segno di sottomissione, secondo un tema derivato dall'arte romana, detto dei captivi.